# داوود شاه صبا
داوود شاه صبا (زاده: ۲۱ ثور/اردیبهشت ۱۳۴۳ خورشیدی، ولسوالی گذره - ولایت هرات) سیاستمدار افغان والی اسبق ولایت هرات و در دولت وحدت ملی به ریاست محمد اشرف غنی وزیر وزارت معادن و پترولیم افغانستان بود. وی در سال ۲۰۱۵ توانست رای اعتماد پارلمان را کسب کند اما در ۲۹ حمل/فروردین ۱۳۹۵ از سمتش استعفا داد.

## زندگی‌نامه
داوود شاه صبا زاده ۲۱ ثور/اردیبهشت ۱۳۴۳ از ولسوالی گذره ولایت هرات است. وی دارای تحصیلات تا مقطع دکترا بوده و فارسی، پشتو، انگلیسی و روسی تسلط دارد. در سال ۱۳۸۹ به عنوان والی هرات مدتی فعالیت داشت.

### فعالیت‌ها
- ۱۳۶۵ - ۱۳۷۲: استاد دانشگاه پلی تکنیک کابل و استاد همکار و پژوهشگر در کالج سینت زیویرز بمبئی.
- ۳۷۵ - ۱۳۸۱: نویسنده، خبرنگار و ویراستار در باختر، رئیس انتشارات برگ سبز.
- ۱۳۸۲ - ۱۳۸۹: پژوهشگر و مشاور با موسسات خارجی، دانشگاه نیویورک.
- ۱۳۸۹: والی هرات.